# My Life with the Thrill Kill Kult
My Life With the Thrill Kill Kult – amerykańska grupa muzyczna założona w 1987.

## Skład zespołu
- Groovie Mann – śpiew
- Buzz McCoy – instrument klawiszowy, gitara, sampler
- Charles Levi – gitara basowa
- Pepper Somerset – śpiew

## Dyskografia
- I See Good Spirits and I See Bad Spirits (1988)
- Kooler Than Jesus (1989)
- Confessions of a Knife (1990)
- 13 Above the Night (1993)
- Hit & Run Holiday (1995)
- Crime for All Seasons (1997)
- Some Have To Dance... Some Have To Kill (1997)
- The Reincarnation of Luna (2001)
- Gay, Black & Married (2005)
- The Filthiest Show in Town (2007)
- The Resurrection of Luna (2007)